# René Vautier
René Vautier (Camaret-sur-Mer, 15 gennaio 1928 – Saint-Malo, 4 gennaio 2015) è stato un regista e sceneggiatore francese.
Nei suoi film, prevalentemente di carattere documentaristico, ha affrontato i temi del colonialismo francese in Africa e della guerra d'Algeria (Afrique 50, del 1950, Algérie en flammes del 1958, Avoir 20 ans dans les Aurès del 1972, presentato nella Settimana internazionale della critica al Festival di Cannes 1972 e vincitore del premio FIPRESCI), del mondo operaio (Transmission d'expérience ouvrière del 1973 e Quand tu disais, Valéry del 1975), dell'immigrazione e del razzismo in Francia (Les trois cousins e Les ajoncs del 1970, Vous avez dit: français? del 1986), dell'Apartheid in Sudafrica (Frontline del 1975), dell'ambiente e del nucleare (Marée noire et colère rouge del 1978, Hirochirac del 1995), del femminismo (Quand les femmes ont pris la colère del 1978).
Muore in ospedale in Bretagna, dove viveva, il 4 gennaio 2015.

## Filmografia parziale

### Regia

#### Corto e mediometraggi
- Afrique 50 (1950)
- Les Anneaux d'or (1956)
- Algérie en flammes (1958)
- J'ai huit ans (1961)
- Les trois cousins (1970)
- Les ajoncs (1970)
- La caravelle (1971)
- Transmission d'expérience ouvrière (1973)
- Mourir pour des images (1973)
- Le poisson commande (1978)
- Une place au soleil, vacances en Giscardie (1980)
- Vous avez dit: français? (1986)

#### Lungometraggi
- Avoir 20 ans dans les Aurès (1972)
- La folle de Toujane (1974)
- Quand tu disais, Valéry (1975)
- Frontline (1975)
- Marée noire et colère rouge (1978)
- Quand les femmes ont pris la colère (1978)
- Hirochirac (1995)